# Los Paranoias
Los Paranoias è un'improvvisazione dei Beatles, registrata durante le sessioni per il White Album. È stata inclusa, legata con Step Inside Love, sull'Anthology 3 del 1996.

## Il brano
Los Paranoias venne registrato il 16 settembre 1968, durante la registrazione di I Will di McCartney. Nell'occasione, la band (senza George Harrison) registrò anche questo pezzo e Step Inside Love, un altro brano di Paul, però ceduto a Cilla Black. L'espressione che dà il titolo al brano era come il gruppo si soprannominava, e John Lennon si pentì di non averla inclusa su Sun King, nella strofa contenente parole improvvisate in linguaggi maccheronici. Inoltre, sull'album solista del chitarrista Mind Games del 1973, il clavinet è accreditata a "Dr Winston O'Boogie & Los Paranoias". Alla fine del brano, si sente McCartney annunciare il gruppo fittizio "Joe Prairies and the Prairie Wallflowers" e Lennon citare il gruppo "Los Paranoias", probabilmente riferendosi al Trio Los Paraguyas, formazione musicale che aveva toccato l'apice del successo fra gli anni cinquanta e i sessanta. In origine, il nastro durava 3:48, ma è stato accorciato di circa un minuto per la pubblicazione sull'Anthology.

## Formazione
- Paul McCartney: voce, chitarra acustica
- John Lennon: voce parlata, percussioni
- Ringo Starr: shaker[1]